# Ангольско-кабо-вердианские отношения
Ангольско-кабо-вердианские отношения — двусторонние дипломатические отношения между Анголой и Кабо-Верде. Государства являются полноправными членами Африканского союза, Содружества португалоязычных стран, Группы 77 и Организации Объединённых Наций (ООН).

## История
Ангола и Кабо-Верде около четыреста лет находились в составе Португальской империи. В 1914 году в Анголу прибыли первые зарегистрированные иммигранты из Кабо-Верде. В 1940-х годах Кабо-Верде пережил разрушительный цикл засух и голода, унесших жизни почти половины населения тогдашней колонии. В этих условиях произошла первая большая волна эмиграции в Анголу. В июле 1975 года Кабо-Верде получила независимость от Португалии, а четыре месяца спустя, в ноябре 1975 года, Ангола также получила независимость. Вскоре после этого страны установили дипломатические отношения.
В декабре 1975 года, вскоре после того как Ангола стала независимой страной от Португалии, Кабо-Верде и Ангола заключили соглашение о дружбе и взаимопомощи. Во время гражданской войны в Анголе Кабо-Верде и Гвинея-Бисау являлись перевалочными пунктами для кубинских войск на их пути в Анголу для борьбы с повстанцами УНИТА и южноафриканскими вооружёнными силами. В 1980-х годах премьер-министр Кабо-Верде Педру Пиреш направил солдат Африканской партии независимости Гвинеи и Кабо-Верде в Анголу, где они служили в качестве личных телохранителей президента Анголы Жозе Эдуарду душ Сантуша. В настоящее время Домингуш Перейра Магалхаеш является послом Кабо-Верде в Анголе.
Государства тесно сотрудничают с Содружеством португалоязычных стран. Между руководителями было осуществлено несколько визитов. В июне 2021 года президент Анголы Жуан Лоуренсу осуществил официальный визит в Кабо-Верде.

## Двусторонние соглашения
Между странами подписано несколько двусторонних соглашений, таких как: Договор об экстрадиции (2010 год); Соглашение об оборонном сотрудничестве (2013 год); Соглашение о безвизовом режиме для обычных паспортов для граждан обеих стран (2018 год); Соглашение об избежании двойного налогообложения (2019 год); Соглашение о туризме (2019 год) и Соглашение о взаимном привлечении и защите инвестиций (2020 год).

## Транспорт
Между аэропортом Луанды и Международным аэропортом имени Амилкара Кабрала налажено прямое авиасообщение с авиакомпанией TAAG Angola Airlines.

## Дипломатические представительства
- Ангола имеет посольство в Прая[11].
- У Кабо-Верде имеется посольство в Луанде и консульство в Бенгеле[12].